# 江戸川区立第七葛西小学校
江戸川区立第七葛西小学校（えどがわくりつ だいななかさいしょうがっこう）は、東京都江戸川区西葛西7丁目にある公立小学校。

## 沿革
- 1976年（昭和51年）
  - 4月1日 -  東京都江戸川区立第七葛西小学校として開校。開校時点の学級数は13学級、児童数は430名。
  - 11月26日 - 開校記念式典挙行。
- 1981年（昭和56年）4月1日 - 新田小学校開校により、本校から児童523名移籍。
- 1985年（昭和60年）11月22日 -  開校10周年記念式典挙行。
- 1993年（平成5年）11月5日 - 開校20周年記念式典挙行。
- 2005年（平成17年）
  - 4月1日 - すくすくスクール設置。
  - 4月16日 - サタデースクール開設。
- 2006年（平成18年）
  - 3月9日 - 多田正見江戸川区長書による学校表札掲示。
  - 11月6日 - 開校30周年記念式典挙行。
- 2008年（平成20年）
  - 3月24日 - 学校位置表示記念碑設置。
  - 7月1日 - プール全面改修工事完了。
- 2010年（平成22年）4月1日 - 学校応援団モデル校。
- 2011年（平成23年）11月21日 - 開校35周年記念集会開催。
- 2013年（平成25年）10月 - 中央トイレ改修工事完了。
- 2014年（平成26年）12月6日 - こころのチャレンジプロジェクト実施。
- 2016年（平成28年）11月8日 - 開校40周年式典挙行。

## 通学区域
出典
- 西葛西6丁目（全域）
- 西葛西7丁目（全域）
- 中葛西5丁目（1番～12番）
- 中葛西6丁目（1番～10番）

## 進学先中学校
出典
- 江戸川区立葛西第三中学校

## アクセス
校舎東側の正門（校門）まで。
- 都営バス「西葛20甲」・「西葛20乙」・「西葛27」・「錦22」・「臨海22」・「両28」・「両28出入」の各系統で、「第七葛西小学校前」バス停（虹の広場通り上）より、
  - 1番のりば（なぎさニュータウン・葛西臨海公園駅・臨海車庫方面行）から、徒歩約235m・約4分。
  - 2番のりば（臨海町二丁目団地・西葛西駅・両国駅・船堀駅方面行）から、徒歩約240m・約4分。
- なお、「第七葛西小学校」バス停は、「深夜03」系統も停車するが、学校解放時間外の運行である。
- 東京メトロ東西線西葛西駅より、
  - 駅南口から、徒歩約720m・約11分。
  - 上述の都営バスで、「第七葛西小学校前」バス停下車後、徒歩。
- なお、校舎西側にも門があるが、この門は「すくすくスクール」専用門のため、関係者以外は利用できない。

## 学校周辺
- 第七葛西小学校すくすくスクール - 同一建物内
- 虹の広場通り（江戸川区道）
- 総合レクリエーション公園
  - 江戸川区野球場
  - 虹の広場
  - 西葛西少年野球広場
- 西葛西7丁目会館
- 東京都道450号新荒川葛西堤防線
- 江戸川区立新田6号公園
- セブンイレブン江戸川西葛西7丁目店

以下は総合レクリエーション公園の西側に位置する。
- セブンイレブン江戸川清新プラザ店
- マルエツ葛西クリーンタウン店
- 葛西クリーンタウン清新プラザ集会所
- UR都市再生機構葛西クリーンタウン清新プラザ
- 都営清新町2丁目アパート
- このほか、学校周辺には中小規模のマンション・アパートや菅谷クリニックなどの医療機関も点在する。